# Valen (cantante)
Francisco Valenzuela Ávila (Brácana, Granada, 1937-Tocón, Granada, 20 de septiembre de 2020), más conocido por su nombre artístico Valen, fue un cantautor español.

## Biografía
Valen, nació en Brácana en 1937, a la edad de seis años se fue a vivir a Tocón, los dos pequeños pueblos enclavados cerca a la Vega de Granada en donde nació García Lorca, pertenecen al municipio de Íllora de la comarca de Loja, en Granada.
A los siete años se fue a estudiar a los Escolapios de la capital granadina, donde hizo el bachillerato. Después inició estudios de Derecho en la Universidad de Granada, pero abandonó la universidad para dedicarse a la música. Formó posteriormente un dúo llamado Frank y Henry.
Ganó dos primeros premios en el Festival Hispano-Portugués de la Canción del Duero en 1966, que tuvo lugar en Aranda de Duero y a partir de ese momento adquirió popularidad en España. 
Su tercer disco “La Mano de Dios” convirtió esta canción en un éxito internacional y le llevó a recorrer América y Europa.
A partir de 1967 firmó contrato con la Discográfica RCA.
Vino luego un periodo interesante en la carrera artística de Valen, quien decidió afincarse en tierras americanas donde sus canciones gozaban del favor popular en varios países, entre ellos Venezuela, Colombia, México, Argentina y también en Miami. Ese periodo duró entre 1979 y 1988. Durante esos nueve años que estuvo ausente de España, Valen residió en Bogotá, Cali, Guayaquil, Santiago de Chile, Buenos Aires, Miami, Jacksonville y en Nueva York. En este período grabó una canción llamada "Cali", dedicada a Cali.
Valen, entre otros, ha escrito un libro de poesía: "Canción de los sin voz" y una novela: "Sólo quisimos ser ruiseñores".

## Trayectoria
Algunas de sus canciones fueron éxitos en España, Europa, Venezuela, Ecuador, Colombia, México, Puerto Rico y Estados Unidos.
De cantar en el Aula Magna de la universidad granadina, pasó con el tiempo a cantar como Valen en varios escenarios internacionales como el Madison Square Garden de Nueva York, el Marine Miami Stadium de Miami, el de la Sorbona y el Olimpia de París, el Jorge Eliécer Gaitán de Bogotá, el Coliseo del Pueblo de Cali, el Teatro Rex de Buenos Aires, el Teatro Ferrocarrilero de México. 

## Discografía
Entre sus canciones destacadas, tenemos "La mano de Dios", "Quiero amarte", "Así te amé", "Manzanas azules", "Sin ti".